# Mialgia

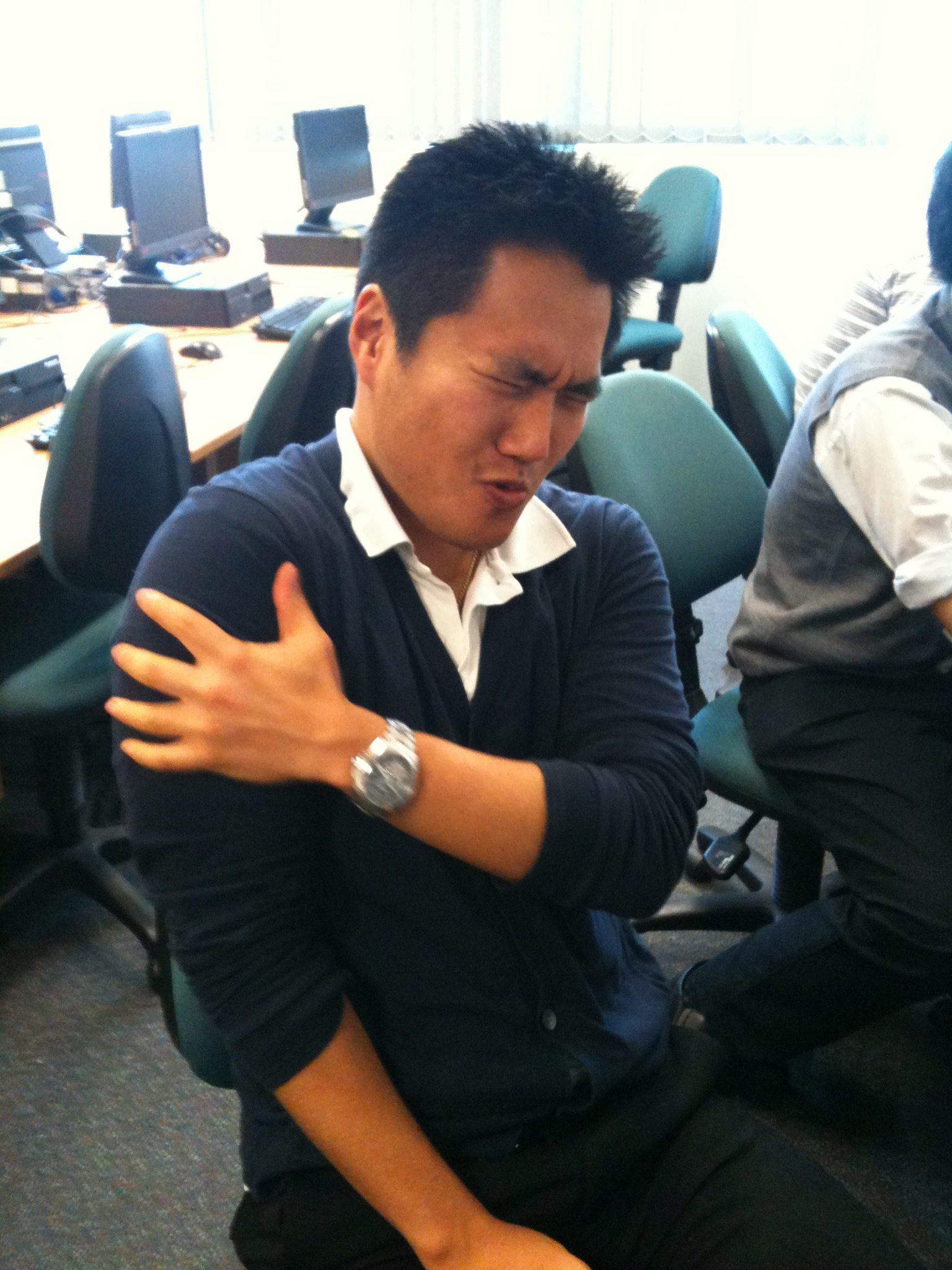
Una persona que sufre mialgia del bíceps braquial debido a una sobrecarga en el brazo.

Las mialgias o dolores musculares consisten en dolores o molestias que pueden afectar a uno o varios músculos del cuerpo. También pueden estar implicados ligamentos, tendones y fascias. Las causas son muy variadas. Las principales incluyen sobrecarga, tensión o lesiones musculares por ejercicios o trabajos físicos intensos. Asimismo, el dolor muscular puede ser un síntoma de ciertas enfermedades que afectan a todo el cuerpo, entre las cuales destaca la fibromialgia.

## Causas
La causas más frecuentes de mialgia son el sobreesfuerzo muscular, especialmente cuando se realizan contracciones muy rápidas sin calentamiento previo o muy repetitivas, y las lesiones o los traumatismos sobre los músculos, incluyendo esguinces y distensiones. La tensión y el estrés también pueden ocasionar dolor muscular.

## Síntomas
Asimismo, el dolor muscular es un síntoma frecuente en diversas enfermedades, entre las que cabe destacar: 
- Enfermedades infecciosas, como la gripe, abscesos en el músculo, la enfermedad de Lyme, la malaria, la triquinosis o la poliomielitis.[1]
- Enfermedades autoinmunes, como la enfermedad celíaca, el lupus eritematoso sistémico, el síndrome de Sjögren o la polimiositis.[1][2][3] La enfermedad celíaca con frecuencia cursa sin síntomas digestivos o estos son muy leves, y los síntomas no digestivos, como el dolor muscular o musculoesquelético, pueden ser los únicos indicios de su presencia.[2]
- Enfermedades gastrointestinales, como la sensibilidad al gluten no celíaca (que también puede cursar sin síntomas digestivos) y la enfermedad inflamatoria intestinal (incluyendo la enfermedad de Crohn y la colitis ulcerosa).[4][5]
- Enfermedades reumáticas, como la fibromialgia o la polimialgia reumática.[1][6]
- Enfermedades del tejido conectivo, como el síndrome de Ehlers-Danlos.[7]

Otras causas de dolor muscular incluyen:
- Medicamentos, como los IECA, utilizados para bajar la presión arterial, y los derivados de las estatinas y los ácidos fíbricos (fibratos), que se emplean para el tratamiento de las dislipidemias.[1] Otros medicamentos que pueden producir mialgias son ciertos hipotensores, como la doxazosina.
- Drogas, como la cocaína.[1]
- Desequilibrios de electrolitos, como cuando los niveles de potasio o calcio están muy bajos.[1]